# Банановый фостер
Банановый фостер (англ. bananas Foster) — десерт, приготовленный из бананов и ванильного мороженого с соусом из сливочного масла, коричневого сахара, корицы, тёмного рома и бананового ликёра. Бананы слегка поджариваются на сливочном масле с добавлением сахара, после чего добавляется алкоголь и поджигается. После фламбирования бананы в соусе выкладываются на мороженое. Этот десерт можно подавать с ванильным мороженым или с блинами, но его также можно есть и отдельно. В качестве приправ можно добавить корицу и мускатный орех.

## История создания
Десерт был создан в 1951 г. Полем Блонже в ресторане «Бреннан» (Brennan’s) в Новом Орлеане штата Луизиана США. Десерт был назван в честь Ричарда Фостера, друга Оуэна Бреннана, который в то время являлся Председателем Комиссии по преступлениям Нового Орлеана. До настоящего времени этот десерт подаётся в качестве изысканного блюда в лучших ресторанах Нового Орлеана, как и во многих ресторанах мира.